# Greenberg Traurig
Greenberg Traurig è uno studio legale internazionale statunitense, tra i primi al mondo per fatturato, con 47 uffici tra America del Nord e del Sud, Europa, Medio Oriente ed Asia.